# 泉秀一
泉 秀一（いずみ ひでかず、1990年 - ）は、日本の経済記者、ジャーナリスト。

## 経歴
関西大学社会学部卒業後、ダイヤモンド社に入社。週刊ダイヤモンド記者を経て、2017年にNewsPicksに入社。企業産業チームの初期メンバーとして特集などを多数執筆し、最年少で4代目の編集長（2022年7月〜2023年10月）に就任。著作に『世襲と経営 サントリー・佐治信忠の信念』（文藝春秋、2022年）。
初期のNewsPicks編集部にあって、有料会員が1〜2万人から、合計19万人を超えるメジャー経済メディアに成長する時期に、経済コンテンツづくりの中心メンバーの一人として活躍し、2022年には最年少で編集長に就任。パンデミックが続く中、それまでにない大世帯となったNewsPicksを引っ張った。
佐治信忠、新浪剛史、星野佳路、安田隆夫など、著名経営者のロングインタビューも多数担当。